# ملص (روستا)
 ملص  به عربی ( المُلُص  )، روستایی است در در عزلهٔ (یَعَر)، در ناحیهٔ (القحطانیه)، واعمال ذمار از توابع استان ذَمار در کشور یمن در شبه جزیره عربستان. 

## جمعیت
جمعیت آن (۶۶۹) نفر (۷ خانوار) می‌باشد.